# Single strand binding protein

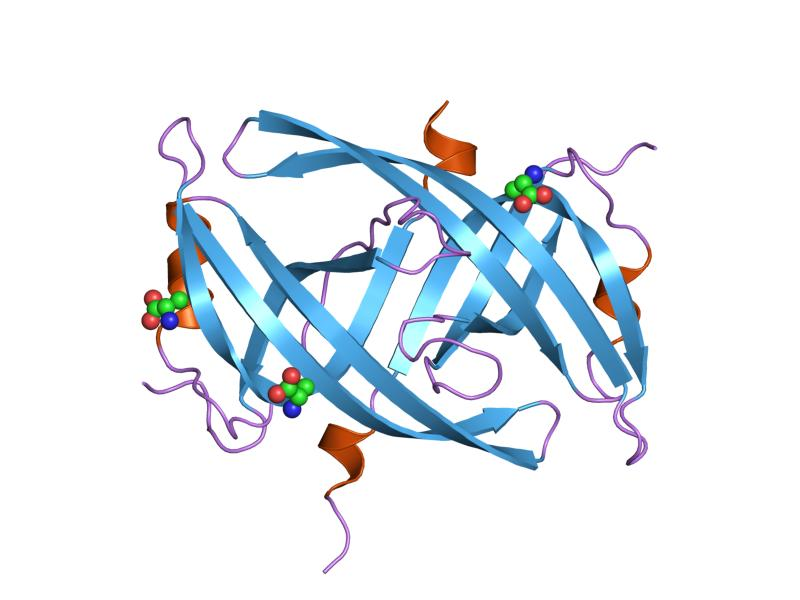
Kristallstruktur av PriB - ett primosomalt DNA-replikationsprotein från Escherichia coli

Single strand binding protein eller SSB är en klass av proteiner som har identifierats i både virus och organismer från bakterier till människor. De binder till enkla DNA-strängar för att hindra dem att återinbinda eller binda till sig själv vid exempelvis replikation i prokaryoter.

## Viral SSB
Även om den övergripande bilden av humant cytomegalovirus (HHV-5) DNA-syntes förefaller vara typisk för herpesvirus, kommer några nya egenskaper fram.

### Struktur

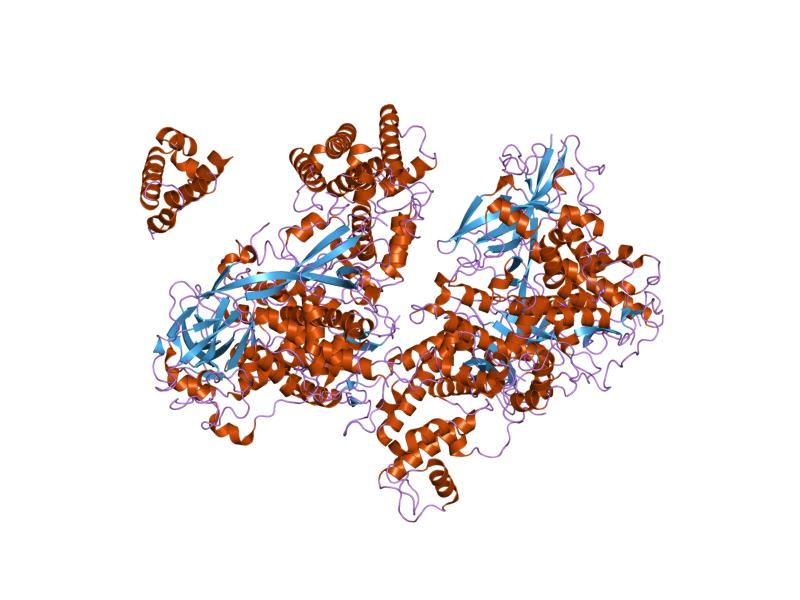
Enkelsträngat DNA-bindande protein (icp8) från herpes simplex virus-1

I ICP8, herpes simplex-viruset (HSV-1) enkelsträngat DNA-bindande protein (ssDNA-bindande protein (SSB)), består huvudet av de åtta alfaspiralerna. Framsidan av halsregionen består av ett femsträngat beta-ark och två alfa-helixar, medan baksidan är ett tresträngat beta-sheet. Skulderdelen av den N-terminala domänen innehåller en alfahelix och beta-arkregion. Herpes simplex-viruset (HSV-1) SSB, ICP8, är ett nukleärt protein som tillsammans med andra replikationsproteiner krävs för viral DNA-replikation under lytisk infektion.

### Mekanism
Sex herpesvirus-grupp-gemensamma gener kodar för proteiner som sannolikt utgör replikationsgaffelmaskineriet, inklusive ett DNA-polymeras med två underenheter, ett Helicase-primaskomplex och ett enkelsträngat DNA-bindande protein. Det humana herpesvirus 1 (HHV-1) enkelsträngade DNA-bindande proteinet ICP8 är ett 128 kDa zinkmetalloprotein. Fotoaffinitetsmärkning har visat att regionen som omfattar aminosyraresterna 368-902 innehåller det enkelsträngade DNA-bindningsstället för ICP8. HHHV-1 UL5-, UL8- och UL52-gener kodar för ett väsentligt heterotrimert DNA-helikas-primas som orsakar åtföljande DNA-avveckling och primersyntes vid den virala DNA-replikationsgaffeln. ICP8 kan stimulera DNA-avveckling och möjliggöra bypass av cisplatinskadat DNA genom att rekrytera helikasprimaset till DNA:t.

## Bakteriell SSB
SSB-proteindomäner i bakterier är viktiga för att upprätthålla DNA-metabolism, mer specifikt DNA-replikation, reparation och rekombination. Den har en struktur av tre beta-strängar till ett enda sexsträngat beta-ark för att bilda en dimer.

## Eukaryot replikationsprotein A

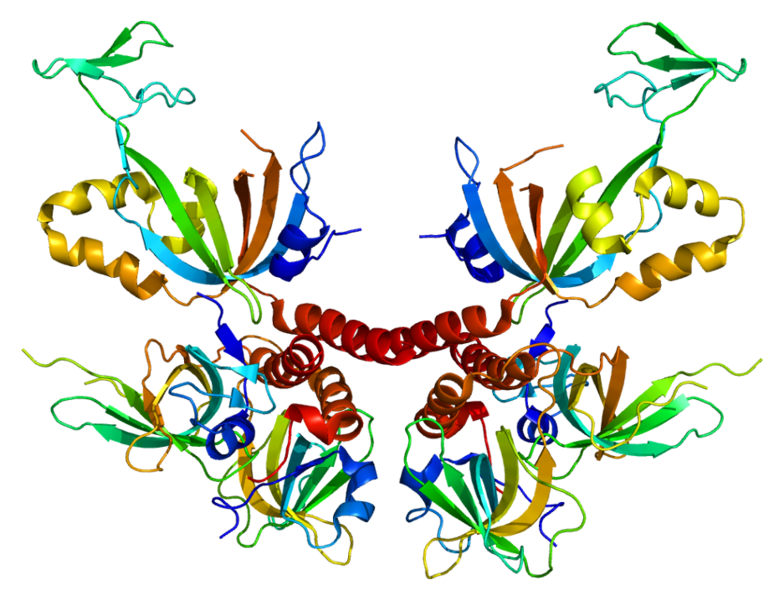
En bild av mänskligt replikationsprotein A. Från PDB: 1L1O Proteopedia protein A Replikationsprotein A

Replikationsprotein A är den funktionella motsvarigheten till SSB i kärnan av eukaryota celler, även om det inte finns någon sekvenshomologi.

## Eukaryot mitokondriell SSB
Mitokondrierna i eukaryota celler innehåller sitt eget enkelsträngade DNA-bindande protein. Human mitokondriell SSB (mtSSB) binder till enkelsträngat mitokondriellt DNA som en tetramer och har sekvenslikhet med bakteriell SSB. Human mtSSB kodas av SSBP1-genen. I jäst kodas den av RIM1-genen.

## Roll i genomreparation och antiåldrande
Nyligen har det visat sig att det 
1. hjälper till att skydda genomet,
2. är avgörande för stamceller och
3. är involverat i att bibehålla telomerlängden.